# Cognitio extra ordinem
In diritto romano con l'espressione cognitio extra ordinem si indica quel modello di processo che si sostituì gradatamente al processo formulare ordinario, diventando in età tardo-antica (dal 342 d.C.), tramite una costituzione degli imperatori Costanzo e Costante, anche formalmente, la sola procedura osservabile.

## Origini
Il processo formulare era diventato troppo macchinoso e formale (carico di formule ed espressioni desuete nonché di impiccio alle controversie) per un Impero la cui struttura era ormai verticistica e al culmine della quale si collocava l'imperatore. Il nuovo tipo di processo prese le mosse dal processo fiscale di periodo augusteo con giudice unico (senza più le due fasi in iure e apud iudicem) e con sentenza suscettibile di essere appellata di fronte al tribunale imperiale. Man mano che il tempo passava il processo fiscale si allargò ad altre controversie (per le liti di libertà, per la querela inofficiosi testamenti e in concorso con azioni dell’ordo iudiciorum privatorum) con il pretore civile come giudice unico fino a sostituirsi al processo formulare nel 342 d.C.

## Caratteristiche
Tale processo prendeva il nome dall'antica attività di cognizione del magistrato (cognitio) e si svolgeva al di fuori dell'ordo iudiciorum privatorum, ovvero al di fuori del processo formulare. Il giudice si innestava perfettamente nella burocrazia imperiale, era cioè un funzionario statale retribuito attraverso le spese processuali e non svolgeva più gratuitamente il proprio compito come il pretore e non era più un cittadino qualunque come il giudice. Inoltre, rispetto alle consuete quaestiones, il processo risultava più snello ed allargabile a un novero di reati più ampio (con le quaestiones ogni tribunale permanente poteva decidere per un certo tipo di reato). Potevano essere affrontati anche i casi di concorso di reato, cosa non prevista dal processo individuale della quaestio.
Il magistrato cognitario emetteva una sentenza che era un provvedimento amministrativo a contenuto giurisdizionale. Divenuta facoltativa la divisione del processo in due fasi distinte (in iure e apud iudicem), il magistrato (iudex) diventa l'unico funzionario competente a regolare il giudizio, venendo meno anche le giurie. Il giudice poteva rendere esecutiva la pena, che variava ora a seconda dello status dell'imputato e della gravità del reato, senza che ciò fosse affidato, come accadde fino ad allora, ai soli ricorrenti (alle parti lese). La sentenza era appellabile direttamente all'imperatore (che poteva avocare a sé in determinati casi, non previsti dall'ordinamento, la cognitio) o ai funzionari a lui sovra-ordinati (praeses provinciae, poi il prefetto del pretorio come vice dell'imperatore la cui sentenza era definitiva). La richiesta di appello veniva indirizzata dal convenuto al giudice a quo, il quale poteva discrezionalmente inviarla al giudice di livello superiore. Di qui il numero altissimo di episodi corruttivi, per restringere i quali Giustiniano emise numerose costituzioni.
Questa struttura processuale trovò comunque un terreno fertilissimo nelle province orientali, dove si erano già conosciuti modelli simili presso monarchie a struttura gerarchica, come i Tolomei in Egitto, molto simili a quella romana.

## Svolgimento
Il nuovo processo si svolgeva in forma scritta come nel processo "per formulas", e a differenza dell'oralità delle forme nel processo per legis actiones. La in ius vocatio non corrispondeva più alla comparizione fisica dell'attore alla casa del convenuto e, dato che tutto il processo era ormai attratto dalla competenza statale, nasceva perciò con la notifica dell'atto di citazione (ovvero l'indicazione dell'azione che l'attore, dopo averla chiesta, voleva far valere nei confronti del convenuto, libellus conventionis) consegnato a domicilio da un pubblico ufficiale inviato dal giudice che aveva nome di apparitor. Il convenuto poteva non difendersi o non presentarsi, ma il processo sarebbe andato avanti una volta innestato e il magistrato poteva decidere a favore dell'una o dell'altra parte indipendentemente dalla loro presenza in giudizio. Il convenuto che intendeva difendersi poteva chiedere al giudice che fosse notificato all'attore il cosiddetto libellus contradictionis. Lo scambio di affermazioni contrapposte tra le due parti rappresentava la nuova litis contestatio. Gli effetti conservativi di quest'ultima sono ricollegati alla chiamata in giudizio, gli effetti preclusivi alla sentenza non più soggetta ad appello. Se la stessa questione veniva riproposta di fronte ad altro giudice questi dovrà conformarsi al precedente giudicato.
- Se anticamente la fase istruttoria era condotta dal giudice privato, con la cognitio extra ordinem, l'esposizione delle prove era diventata di disciplina legislativa.
- La cognitio è altresì caratterizzata dalla libertà di apprezzamento del giudice sia per il merito della lite sia per la conduzione del procedimento, la scelta, l'ammissione e la valutazione dei mezzi di prova. A quest'ultimo proposito la prova testimoniale era valutata diversamente a seconda che fosse prestata da personaggio di rango più o meno elevato.
- L'esecuzione forzata poteva anche avvenire solo su singoli beni e non sull'intero patrimonio (niente più bonorum venditio o esecuzione personale bensì pignus in causa iudicati captum nella misura in cui era sufficiente soddisfare le ragioni dell'altra parte.).
- La condanna non era più necessariamente pecuniaria in modo che il convenuto potesse essere costretto a restituire quanto oggetto della domanda della parte attrice.
- Le spese processuali si accompagnavano alla soccombenza, anche se in un primo momento (fino a Giustiniano) era necessario, da parte dell'attore, esperire un'azione apposita per il rimborso delle spese.

| Controllo di autorità | Thesaurus BNCF 30464 |